# Элия Петина
Элия Петина (лат. Aelia Paetina), часто — Элия Пецина (ок. 8 — после 48) — римская матрона, вторая супруга императора Клавдия, мать Клавдии Антонии.
Элия происходила из плебейского рода Элиев. Отцом её был Секст Элий Кат, консул 4 года. Мать — не известна. Её тетка Элия Туберона, была первой женой Луция Сея Страбона, префекта претория и отца (от второй жены) Луция Сея, усыновленного в род Элиев под именем Луций Элий Сеян. Скорее всего, Секст Элий Кат скончался, когда Элия была ребёнком, и она со своей сестрой, Элией Кателлой, воспитывалась в семье Страбона.
В 28 году, по предложению Сеяна, Тиберий организовал брак Клавдия с Элией Петиной. В браке они прожили около трёх лет. В 30 году у них родилась дочь, Клавдия Антония. После обвинения Сеяна в измене и его казни в 31 году, Клавдий, опасаясь преследования со стороны Тиберия, развелся с Петиной. Официальной причиной развода была объявлена сварливость её характера и постоянные мелкие ссоры.
В 48 году, после раскрытия заговора Мессалины, Клавдий всерьёз рассматривал возможность вновь жениться на Элии, кандидатуру которой предложил влиятельный вольноотпущенник Нарцисс, однако в итоге выбрал кандидатуру, предложенную Паллантом, — Агриппину Младшую.